# リン・リン
『リン・リン』は、テレビ大阪が2004年4月から2005年9月30日まで放送した金曜深夜の情報番組。正式名称は『リン・リン〜キレイになりたいっ!〜』であるが、テレビ大阪公式サイトの番組一覧では常にサブタイトルが省略されていた（放送期間中のみ、番組の終了後は正式名称で表記）。
大阪市内の美容店、喫茶店、洋品店をリポートする深夜番組だった。2005年1月7日放送分では特製福袋の制作場面があった。

## 放送時間
- 金曜 26:00 - 26:30 （2004年4月 - 2005年3月） - 2005年1月7日放送分のみ26:30 - 27:00に放送。
- 金曜 25:00 - 25:30 （2005年4月 - 2005年9月）

## リンジェル
- 安倉明日実
- 石井寛子
- 石崎路恵
- 加奈子
- 佐伯恵
- 田中美雪
- 箱崎菜穂子
- 和多田藍
- ほか